# Tubby Hayes
Tubby Hayes (30. ledna 1935 Londýn – 8. června 1973 tamtéž) byl britský jazzový saxofonista, flétnista a vibrafonista. Ve svých deseti let začal hrát na klavír a o rok později na saxofon. Svou profesionální kariéru zahájil počátkem padesátých let a hrál například s Bertem Ambrosem a Vic Lewisem. V letech 1957–1959 vedl spolu s Ronnie Scottem skupinu The Jazz Couriers. Během své kariéry spolupracoval i s dalšími hudebníky, mezi které patří John Dankworth, Georgie Fame nebo Lalo Schifrin.